# António Leitão
António Carlos Carvalho Nogueira Leitão (Espinho, 22 luglio 1960 – Porto, 18 marzo 2012) è stato un mezzofondista portoghese.

## Palmarès
- Giochi olimpici

Los Angeles 1984: bronzo nei 5000 metri piani.

## Altre competizioni internazionali
1982
- Bronzo al Golden Gala ( Roma), 3000 m piani - 7'52"52

1983
- Oro al DN Galan ( Stoccolma), 5000 m piani - 13'24"62
- Argento al Memorial Van Damme ( Bruxelles), 3000 m piani - 7'39"69

1984
- Oro al Cross Internacional de la Constitución ( Alcobendas)

1985
- Oro all'Almond Blossom Cross Country ( Albufeira)

1986
- Oro alla San Silvestro Vallecana ( Madrid)
- Oro all'Almond Blossom Cross Country ( Albufeira)